# Vácrátót, Pesta
Vácrátót  este un sat în districtul Vác, județul Pesta, Ungaria, având o populație de 1.821 de locuitori (2011). 

## Demografie
Componența etnică a satului Vácrátót
     Maghiari (97,67%)
     Slovaci (1,2%)
     Alții (1,13%)
Componența confesională a satului Vácrátót
     Romano-catolici (59,53%)
     Fără religie (6,64%)
     Reformați (5,99%)
     Luterani (1,15%)
     Necunoscută (25,65%)
     Alte religii (1,59%)
Conform recensământului din 2011, satul Vácrátót avea 1.821 de locuitori. Din punct de vedere etnic, majoritatea locuitorilor (97,67%) erau maghiari, cu o minoritate de slovaci (1,2%).  Din punct de vedere confesional, majoritatea locuitorilor (59,53%) erau romano-catolici, existând și minorități de persoane fără religie (6,64%), reformați (5,99%) și luterani (1,15%). Pentru 25,65% din locuitori nu este cunoscută apartenența confesională.